# Liste der Einträge im National Register of Historic Places im nördlichen Boston

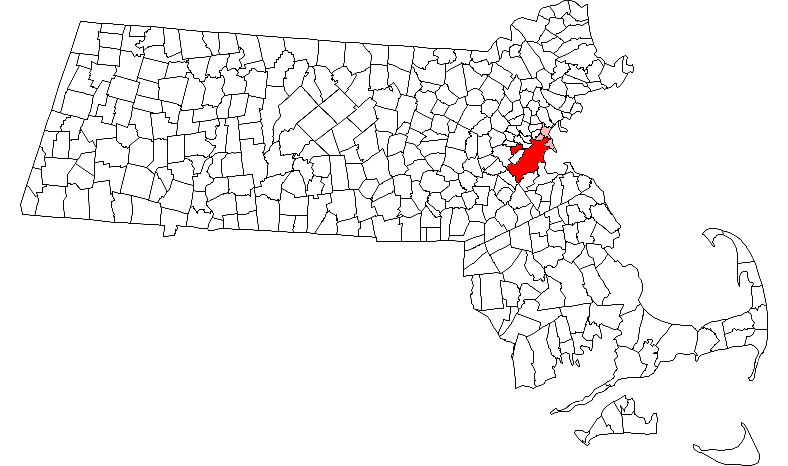
Lage von Boston im Suffolk County

Die Liste der Einträge im National Register of Historic Places im nördlichen Boston im Suffolk County in Massachusetts führt alle Bauwerke, National Historic Landmarks und Historic Districts im nördlichen Stadtgebiet von Boston auf, die in das National Register of Historic Places aufgenommen wurden.
Die Liste wurde aufgrund der Vielzahl der Einträge ausgelagert und ist gemeinsam mit der Liste der Einträge im National Register of Historic Places im südlichen Boston integraler Bestandteil der Liste der Einträge im National Register of Historic Places im Suffolk County, die alle außerhalb von Boston gelegenen Einträge enthält.

## Legende
| NRHP | Historic Place             |
| NHL  | Historic Landmark          |
| NHLD | Historic Landmark District |
| HD   | Historic District          |

## Aktuelle Einträge
| [ 1 ] | Name                                                                    | Bild                                                                    | Eintragsdatum                                    | Lage                                                                                              | Ort                              | Beschreibung                                                                                  |
| ----- | ----------------------------------------------------------------------- | ----------------------------------------------------------------------- | ------------------------------------------------ | ------------------------------------------------------------------------------------------------- | -------------------------------- | --------------------------------------------------------------------------------------------- |
| 1     | 1767 Milestones                                                         | 1767 Milestones                                                         | 7. Apr. 1971 ID-Nr. 71000084                     | Entlang der Boston Post Road zwischen Boston und Springfield. 42° 21′ 41,6″ N, 71° 7′ 48″ W       | Boston                           |                                                                                               |
| 2     | John Adams Courthouse                                                   | weitere Bilder                                                          | 8. Mai 1974 ID-Nr. 74000391                      | Pemberton Sq. 42° 21′ 33″ N, 71° 3′ 42″ W                                                         | Boston                           | Beinhaltet mit der Social Law Library die älteste Rechtsbibliothek der Vereinigten Staaten.   |
| 3     | African Meetinghouse                                                    | weitere Bilder                                                          | 7. Okt. 1971 ID-Nr. 71000087                     | 8 Smith St. 42° 21′ 35″ N, 71° 3′ 57″ W                                                           | Beacon Hill                      |                                                                                               |
| 4     | Ames Building                                                           | Ames Building                                                           | 26. Apr. 1974 ID-Nr. 74000382                    | 1 Court St. 42° 21′ 32″ N, 71° 3′ 31″ W                                                           | Boston                           | Bostons erster Wolkenkratzer.                                                                 |
| 5     | Nathan Appleton Residence                                               | weitere Bilder                                                          | 22. Dez. 1977 ID-Nr. 77001541                    | 39-40 Beacon St. 42° 21′ 25″ N, 71° 4′ 1″ W                                                       | Beacon Hill                      |                                                                                               |
| 6     | Arlington Street Church                                                 | Arlington Street Church                                                 | 4. Mai 1973 ID-Nr. 73000313                      | Arlington und Boylston Sts. 42° 21′ 7,3″ N, 71° 4′ 16,1″ W                                        | Back Bay                         |                                                                                               |
| 7     | Armory of the First Corps of Cadets                                     | Armory of the First Corps of Cadets                                     | 22. Mai 1973 ID-Nr. 73000314                     | 97-105 Arlington St. und 130 Columbus Ave. 42° 20′ 59″ N, 71° 4′ 14″ W                            | Bay Village                      |                                                                                               |
| 8     | Francis B. Austin House                                                 | Francis B. Austin House                                                 | 21. Okt. 1988 ID-Nr. 87001478                    | 58 High St. 42° 22′ 34″ N, 71° 4′ 37″ W                                                           | Charlestown                      |                                                                                               |
| 9     | Frederick Ayer Mansion                                                  | weitere Bilder                                                          | 5. Apr. 2005 ID-Nr. 05000459                     | 395 Commonwealth Ave. 42° 20′ 57,3″ N, 71° 5′ 25,1″ W                                             | Back Bay                         |                                                                                               |
| 10    | Back Bay Historic District                                              | Back Bay Historic District                                              | 14. Aug. 1973 ID-Nr. 73001948                    | 42° 21′ 4,3″ N, 71° 4′ 50,2″ W                                                                    | Back Bay                         |                                                                                               |
| 11    | Baker Congregational Church                                             | Baker Congregational Church                                             | 19. Nov. 1998 ID-Nr. 98001381                    | 760 Saratoga St. 42° 23′ 2″ N, 71° 1′ 4″ W                                                        | East Boston                      |                                                                                               |
| 12    | Beach-Knapp District                                                    | weitere Bilder                                                          | 9. Dez. 1980 ID-Nr. 80000462                     | 42° 21′ 4″ N, 71° 3′ 44″ W                                                                        | Chinatown                        |                                                                                               |
| 13    | Beacon Hill Historic District                                           | weitere Bilder                                                          | 15. Okt. 1966 ID-Nr. 66000130                    | 42° 21′ 32,7″ N, 71° 4′ 5,2″ W                                                                    | Beacon Hill                      |                                                                                               |
| 14    | Bedford Building                                                        | Bedford Building                                                        | 21. Aug. 1979 ID-Nr. 79000368                    | 89-103 Bedford St. 42° 21′ 10″ N, 71° 3′ 32″ W                                                    | Boston                           |                                                                                               |
| 15    | Bennington Street Burying Ground                                        | Bennington Street Burying Ground                                        | 22. Mai 2002 ID-Nr. 02000548                     | 42° 22′ 50″ N, 71° 1′ 19″ W                                                                       | East Boston                      |                                                                                               |
| 16    | Blackstone Block Historic District                                      | Blackstone Block Historic District                                      | 26. Mai 1973 ID-Nr. 73000315                     | 42° 21′ 40″ N, 71° 3′ 25″ W                                                                       | Boston                           |                                                                                               |
| 17    | Blake and Amory Building                                                | Blake and Amory Building                                                | 2. Juni 2014 ID-Nr. 14000272                     | 59 Temple Pl. 42° 21′ 16,9″ N, 71° 3′ 41,4″ W                                                     | Boston                           |                                                                                               |
| 18    | Boston African American National Historic Site                          | Boston African American National Historic Site                          | 10. Okt. 1980 ID-Nr. 80004396                    | Joy St. 42° 21′ 35,9″ N, 71° 3′ 54,8″ W                                                           | Beacon Hill                      |                                                                                               |
| 19    | Boston Athenæum                                                         | weitere Bilder                                                          | 15. Okt. 1966 ID-Nr. 66000132                    | 10½ Beacon St. 42° 21′ 28″ N, 71° 3′ 45″ W                                                        | Beacon Hill                      |                                                                                               |
| 20    | Boston Common                                                           | weitere Bilder                                                          | 27. Feb. 1987 ID-Nr. 87000760                    | 42° 21′ 16″ N, 71° 3′ 54″ W                                                                       | Boston                           |                                                                                               |
| 21    | Boston Common and Public Garden                                         | Boston Common and Public Garden                                         | 12. Juli 1972 ID-Nr. 72000144                    | 42° 21′ 14,8″ N, 71° 4′ 12″ W                                                                     | Boston                           |                                                                                               |
| 22    | Boston Edison Electric Illuminating Company                             | Boston Edison Electric Illuminating Company                             | 9. Dez. 1980 ID-Nr. 80000453                     | 25-39 Boylston St. 42° 21′ 8″ N, 71° 3′ 51″ W                                                     | Chinatown                        |                                                                                               |
| 23    | Boston Fish Pier Historic District                                      | Boston Fish Pier Historic District                                      | 13. Juli 2017 ID-Nr. 100001314                   | 212-234 Northern Ave. 42° 20′ 57″ N, 71° 2′ 22″ W                                                 | South Boston                     |                                                                                               |
| 24    | Boston National Historical Park                                         | Boston National Historical Park                                         | 26. Okt. 1974 ID-Nr. 74002222                    | 42° 22′ 12″ N, 71° 3′ 20″ W                                                                       | Boston Harbor                    |                                                                                               |
| 25    | Boston Naval Shipyard                                                   | weitere Bilder                                                          | 15. Nov. 1966 ID-Nr. 15000195 66000134, 15000195 | 42° 22′ 30″ N, 71° 3′ 9″ W                                                                        | Charlestown                      | Seit dem 5. Mai 2015 als "Boston National Historical Park/Charlestown Navy Yard" eingetragen. |
| 26    | Boston Police Station Number One-Traffic Tunnel Administration Building | Boston Police Station Number One-Traffic Tunnel Administration Building | 3. März 2015 ID-Nr. 15000048                     | 42° 21′ 45,4″ N, 71° 3′ 16,9″ W                                                                   | North End                        |                                                                                               |
| 27    | Boston Public Garden                                                    | weitere Bilder                                                          | 27. Feb. 1987 ID-Nr. 87000761                    | 42° 21′ 14,8″ N, 71° 4′ 12″ W                                                                     | Back Bay                         |                                                                                               |
| 28    | Boston Public Library                                                   | weitere Bilder                                                          | 6. Mai 1973 ID-Nr. 73000317                      | Copley Sq. 42° 20′ 57″ N, 71° 4′ 43″ W                                                            | Back Bay                         |                                                                                               |
| 29    | Boston Transit Commission Building                                      | Boston Transit Commission Building                                      | 31. Aug. 2007 ID-Nr. 07000861                    | 15 Beacon St. 42° 21′ 30″ N, 71° 3′ 46″ W                                                         | Beacon Hill                      |                                                                                               |
| 30    | Boston Young Men’s Christian Union                                      | Boston Young Men’s Christian Union                                      | 9. Dez. 1980 ID-Nr. 80000451                     | 48 Boylston St. 42° 21′ 7″ N, 71° 3′ 53″ W                                                        | Chinatown                        |                                                                                               |
| 31    | Boylston Building                                                       | Boylston Building                                                       | 9. Dez. 1980 ID-Nr. 80000450                     | 2-22 Boylston St. 42° 21′ 7″ N, 71° 3′ 49″ W                                                      | Chinatown                        |                                                                                               |
| 32    | Building at 138-142 Portland Street                                     | Building at 138-142 Portland Street                                     | 5. Sep. 1985 ID-Nr. 85002015                     | 138-142 Portland St. 42° 21′ 51″ N, 71° 3′ 43″ W                                                  | Boston                           |                                                                                               |
| 33    | Bulfinch Triangle Historic District                                     | Bulfinch Triangle Historic District                                     | 27. Feb. 1986 ID-Nr. 86000274                    | 42° 21′ 50″ N, 71° 3′ 41″ W                                                                       | Boston                           |                                                                                               |
| 34    | Bunker Hill Monument                                                    | weitere Bilder                                                          | 15. Okt. 1966 ID-Nr. 66000138                    | Breed’s Hill 42° 22′ 35″ N, 71° 3′ 41″ W                                                          | Charlestown                      |                                                                                               |
| 35    | Bunker Hill School                                                      | Bunker Hill School                                                      | 15. Okt. 1987 ID-Nr. 87001771                    | 68 Baldwin St. 42° 22′ 56″ N, 71° 4′ 15″ W                                                        | Charlestown                      |                                                                                               |
| 36    | Central Congregational Church                                           | weitere Bilder                                                          | 16. Okt. 2012 ID-Nr. 12001012                    | 67 Newbury St. 42° 21′ 7,6″ N, 71° 4′ 26,8″ W                                                     | Back Bay                         |                                                                                               |
| 37    | Charles Playhouse                                                       | Charles Playhouse                                                       | 16. Juni 1980 ID-Nr. 80000676                    | 74-78 Warenton St. 42° 20′ 58″ N, 71° 3′ 59″ W                                                    | Boston                           |                                                                                               |
| 38    | Charles River Basin Historic District                                   | Charles River Basin Historic District                                   | 22. Dez. 1978 ID-Nr. 78000436                    | Ufer des Charles River von der Eliot Bridge bis zum Charles River Dam 42° 21′ 46″ N, 71° 6′ 28″ W | Back Bay                         |                                                                                               |
| 39    | Charles River Reservation Parkways                                      | Charles River Reservation Parkways                                      | 18. Jan. 2006 ID-Nr. 05001530                    | 42° 21′ 42″ N, 71° 9′ 31″ W                                                                       | Allston/Brighton                 |                                                                                               |
| 40    | Charles River Reservation (Speedway)-Upper Basin Headquarters           | Charles River Reservation (Speedway)-Upper Basin Headquarters           | 19. Juli 2010 ID-Nr. 10000506                    | 1420-1440 Soldiers Field Rd. 42° 21′ 41″ N, 71° 8′ 47″ W                                          | Brighton                         |                                                                                               |
| 41    | Charlestown Heights                                                     | Charlestown Heights                                                     | 8. Jan. 1998 ID-Nr. 97000969                     | 42° 22′ 56″ N, 71° 4′ 5″ W                                                                        | Charlestown                      |                                                                                               |
| 42    | Church Green Buildings Historic District                                | Church Green Buildings Historic District                                | 30. Dez. 1999 ID-Nr. 99001614                    | 101-113 Summer St. 42° 21′ 12″ N, 71° 3′ 30″ W                                                    | Boston                           |                                                                                               |
| 43    | Codman Building                                                         | Codman Building                                                         | 19. Okt. 1983 ID-Nr. 83004097                    | 55 Kilby St. 42° 21′ 28″ N, 71° 3′ 23″ W                                                          | Boston                           |                                                                                               |
| 44    | Compton Building                                                        | Compton Building                                                        | 31. Dez. 2008 ID-Nr. 08001284                    | 159, 161–175 Devonshire Street, 18–20 Arch Street 42° 21′ 21″ N, 71° 3′ 27″ W                     | Boston                           |                                                                                               |
| 45    | Congress Street Fire Station                                            | Congress Street Fire Station                                            | 3. Sep. 1987 ID-Nr. 87001396                     | 344 Congress St. 42° 20′ 58″ N, 71° 2′ 56″ W                                                      | South Boston                     |                                                                                               |
| 46    | Copp’s Hill Burial Ground                                               | weitere Bilder                                                          | 18. Apr. 1974 ID-Nr. 74000385                    | Charter, Snowhill und Hull Sts. 42° 22′ 2″ N, 71° 3′ 23″ W                                        | North End                        |                                                                                               |
| 47    | Copp’s Hill Terrace                                                     | Copp’s Hill Terrace                                                     | 19. Apr. 1990 ID-Nr. 90000631                    | 42° 22′ 4″ N, 71° 3′ 22″ W                                                                        | North End                        |                                                                                               |
| 48    | Crowninshield House                                                     | Crowninshield House                                                     | 23. Feb. 1972 ID-Nr. 72000145                    | 164 Marlborough St. 42° 21′ 9″ N, 71° 4′ 45″ W                                                    | Back Bay                         |                                                                                               |
| 49    | Custom House District                                                   | weitere Bilder                                                          | 11. Mai 1973 ID-Nr. 73000321                     | 42° 21′ 28″ N, 71° 3′ 12″ W                                                                       | Boston                           |                                                                                               |
| 50    | Dill Building                                                           | Dill Building                                                           | 9. Dez. 1980 ID-Nr. 80000448                     | 11-25 Stuart St. 42° 21′ 4″ N, 71° 3′ 50″ W                                                       | Boston                           |                                                                                               |
| 51    | Eagle Hill Historic District                                            | Eagle Hill Historic District                                            | 26. Feb. 1998 ID-Nr. 98000149                    | 42° 22′ 51,2″ N, 71° 2′ 5,3″ W                                                                    | East Boston                      |                                                                                               |
| 52    | Old East Boston High School                                             | Old East Boston High School                                             | 15. März 2006 ID-Nr. 06000127                    | 127 Marion St. 42° 22′ 41″ N, 71° 2′ 16″ W                                                        | East Boston                      |                                                                                               |
| 53    | Engine House No. 34                                                     | Engine House No. 34                                                     | 24. Okt. 1985 ID-Nr. 85003375                    | 444 Western Ave. 42° 21′ 43″ N, 71° 8′ 30″ W                                                      | Brighton                         |                                                                                               |
| 54    | Ether Dome                                                              | weitere Bilder                                                          | 15. Okt. 1966 ID-Nr. 66000366                    | Fruit St. 42° 21′ 48″ N, 71° 4′ 7″ W                                                              | West End                         |                                                                                               |
| 55    | Faneuil Hall                                                            | weitere Bilder                                                          | 15. Okt. 1966 ID-Nr. 66000368                    | Dock Sq. 42° 21′ 36″ N, 71° 3′ 24″ W                                                              | Boston                           |                                                                                               |
| 56    | Peter Faneuil School                                                    | Peter Faneuil School                                                    | 16. Dez. 1994 ID-Nr. 94001492                    | 60 Joy St. 42° 21′ 37″ N, 71° 3′ 58″ W                                                            | Beacon Hill                      |                                                                                               |
| 57    | Filene’s Department Store                                               | weitere Bilder                                                          | 24. Juli 1986 ID-Nr. 86001909                    | 426 Washington St. 42° 21′ 18″ N, 71° 3′ 39″ W                                                    | Boston                           |                                                                                               |
| 58    | First Baptist Church                                                    | First Baptist Church                                                    | 23. Feb. 1972 ID-Nr. 72000146                    | Commonwealth Ave. und Clarendon St. 42° 21′ 6″ N, 71° 4′ 36″ W                                    | Back Bay                         |                                                                                               |
| 59    | Fort Point Channel Historic District                                    | Fort Point Channel Historic District                                    | 10. Sep. 2004 ID-Nr. 04000959                    | 42° 20′ 59″ N, 71° 3′ 5″ W                                                                        | South Boston                     |                                                                                               |
| 60    | I.J. Fox Building                                                       | I.J. Fox Building                                                       | 29. Dez. 2015 ID-Nr. 15000942                    | 407 Washington St. 42° 21′ 21,3″ N, 71° 3′ 36,2″ W                                                | Downtown Crossing                |                                                                                               |
| 61    | Fulton-Commercial Streets District                                      | Fulton-Commercial Streets District                                      | 21. März 1973 ID-Nr. 73000319                    | 42° 21′ 43″ N, 71° 3′ 12″ W                                                                       | North End                        |                                                                                               |
| 62    | Gibson House                                                            | weitere Bilder                                                          | 7. Aug. 2001 ID-Nr. 01001048                     | 137 Beacon St. 42° 21′ 16,6″ N, 71° 4′ 26,8″ W                                                    | Back Bay                         |                                                                                               |
| 63    | Ozias Goodwin House                                                     | Ozias Goodwin House                                                     | 23. Juni 1988 ID-Nr. 88000908                    | 7 Jackson Ave. 42° 22′ 3″ N, 71° 3′ 19″ W                                                         | North End                        |                                                                                               |
| 64    | Gridley Street Historic District                                        | Gridley Street Historic District                                        | 3. Dez. 2014 ID-Nr. 14000974                     | 42° 21′ 16,9″ N, 71° 3′ 14,8″ W                                                                   | Financial District               |                                                                                               |
| 65    | Chester Harding House                                                   | weitere Bilder                                                          | 15. Okt. 1966 ID-Nr. 66000764                    | 16 Beacon St. 42° 21′ 28″ N, 71° 3′ 47″ W                                                         | Beacon Hill                      |                                                                                               |
| 66    | Harvard Stadium                                                         | weitere Bilder                                                          | 27. Feb. 1987 ID-Nr. 87000757                    | 60 N. Harvard St. 42° 22′ 0,7″ N, 71° 7′ 35,7″ W                                                  | Allston                          |                                                                                               |
| 67    | Hayden Building                                                         | Hayden Building                                                         | 9. Dez. 1980 ID-Nr. 80000446                     | 681-683 Washington St. 42° 21′ 5″ N, 71° 3′ 50″ W                                                 | Boston                           |                                                                                               |
| 68    | Headquarters House                                                      | Headquarters House                                                      | 15. Okt. 1966 ID-Nr. 66000765                    | 55 Beacon St. 42° 21′ 23″ N, 71° 4′ 8″ W                                                          | Beacon Hill                      |                                                                                               |
| 69    | Hoosac Stores 1 & 2-Hoosac Stores 3                                     | Hoosac Stores 1 & 2-Hoosac Stores 3                                     | 14. Aug. 1985 ID-Nr. 85002339                    | 115 Constitution St. 42° 22′ 16″ N, 71° 3′ 40″ W                                                  | Charlestown                      | Hoosac Stores 3 wurde im Jahr 2000 abgerissen.                                                |
| 70    | House at 1 Bay Street                                                   | House at 1 Bay Street                                                   | 9. Feb. 1994 ID-Nr. 93001573                     | 1 Bay St. 42° 20′ 53″ N, 71° 4′ 7″ W                                                              | Bay Village                      |                                                                                               |
| 71    | Samuel Gridley and Julia Ward Howe House                                | Samuel Gridley and Julia Ward Howe House                                | 13. Sep. 1974 ID-Nr. 74002044                    | 13 Chestnut St. 42° 21′ 27″ N, 71° 4′ 3″ W                                                        | Beacon Hill                      |                                                                                               |
| 72    | International Trust Company Building                                    | International Trust Company Building                                    | 10. Sep. 1979 ID-Nr. 79000369                    | 39-47 Milk St. 42° 21′ 23″ N, 71° 3′ 29″ W                                                        | Boston                           |                                                                                               |
| 73    | John F. Kennedy Federal Building                                        | weitere Bilder                                                          | 15. Nov. 2021 ID-Nr. 100007130                   | 15 New Sudbury St. 42° 21′ 41″ N, 71° 3′ 33,8″ W                                                  | Boston                           |                                                                                               |
| 74    | King’s Chapel                                                           | weitere Bilder                                                          | 2. Mai 1974 ID-Nr. 74002045                      | Tremont und School Sts. 42° 21′ 28″ N, 71° 3′ 38″ W                                               | Boston                           |                                                                                               |
| 75    | Leather District                                                        | Leather District                                                        | 21. Dez. 1983 ID-Nr. 83004098                    | 42° 21′ 3″ N, 71° 3′ 30″ W                                                                        | Leather District                 |                                                                                               |
| 76    | Liberty Tree District                                                   | Liberty Tree District                                                   | 9. Dez. 1980 ID-Nr. 80000460                     | 42° 21′ 7″ N, 71° 3′ 47″ W                                                                        | Boston                           |                                                                                               |
| 77    | Locke-Ober Restaurant                                                   | Locke-Ober Restaurant                                                   | 24. Juli 1986 ID-Nr. 86001911                    | 3-4 Winter Pl. 42° 21′ 20″ N, 71° 3′ 46″ W                                                        | Boston                           |                                                                                               |
| 78    | Long Wharf and Customhouse Block                                        | weitere Bilder                                                          | 13. Nov. 1966 ID-Nr. 66000768                    | 42° 21′ 37″ N, 71° 2′ 59″ W                                                                       | Boston                           |                                                                                               |
| 79    | Theodore Lyman School                                                   | Theodore Lyman School                                                   | 2. Dez. 2014 ID-Nr. 14000975                     | 30 Gove St. 42° 22′ 19,2″ N, 71° 2′ 16,1″ W                                                       | East Boston                      |                                                                                               |
| 80    | Mariner’s House                                                         | Mariner’s House                                                         | 12. Nov. 1999 ID-Nr. 99001302                    | 11 North Square 42° 21′ 50″ N, 71° 3′ 13″ W                                                       | North End                        |                                                                                               |
| 81    | Massachusetts General Hospital                                          | weitere Bilder                                                          | 30. Dez. 1970 ID-Nr. 70000682                    | Fruit Street 42° 21′ 48″ N, 71° 4′ 8″ W                                                           | West End                         | Im NRHP eingetragen ist das Bulfinch Building.                                                |
| 82    | Massachusetts State House                                               | weitere Bilder                                                          | 15. Okt. 1966 ID-Nr. 66000771                    | Beacon Hill 42° 21′ 31″ N, 71° 3′ 52″ W                                                           | Beacon Hill                      |                                                                                               |
| 83    | Donald McKay House                                                      | Donald McKay House                                                      | 2. Juni 1982 ID-Nr. 82004450                     | 78-80 White St. 42° 22′ 49″ N, 71° 2′ 14″ W                                                       | East Boston                      |                                                                                               |
| 84    | Metropolitan Theatre                                                    | Metropolitan Theatre                                                    | 9. Dez. 1980 ID-Nr. 80000445                     | 252-272 Tremont St. 42° 21′ 1″ N, 71° 3′ 56″ W                                                    | Boston                           |                                                                                               |
| 85    | Monument Square Historic District                                       | Monument Square Historic District                                       | 2. Juni 1987 ID-Nr. 87001128                     | Monument Square                                                                                   | Charlestown                      | Im Stadtteil Jamaica Plain gibt es ebenfalls einen Monument Square Historic District.         |
| 86    | Middlesex Canal Historic and Archaeological District                    | Middlesex Canal Historic and Archaeological District                    | 19. Nov. 2009 ID-Nr. 09000936                    |                                                                                                   | Charlestown                      |                                                                                               |
| 87    | Lightship No. 112, Nantucket                                            | weitere Bilder                                                          | 20. Dez. 1989 ID-Nr. 89002464                    | Boston Harbor Shipyard and Marina 42° 21′ 40″ N, 71° 2′ 6,6″ W                                    | East Boston                      |                                                                                               |
| 88    | William C. Nell Residence                                               | William C. Nell Residence                                               | 11. Mai 1976 ID-Nr. 76001979                     | 3 Smith Ct. 42° 21′ 28″ N, 71° 3′ 53″ W                                                           | Beacon Hill                      |                                                                                               |
| 89    | Newspaper Row                                                           | Newspaper Row                                                           | 7. Juli 1983 ID-Nr. 83000607                     | 322-328 Washington St., 5-23 Milk St. und 11 Hawley St. 42° 21′ 24″ N, 71° 3′ 33″ W               | Boston                           |                                                                                               |
| 90    | North Terminal Garage                                                   | North Terminal Garage                                                   | 11. Sep. 1997 ID-Nr. 97000971                    | 600 Commercial St. 42° 22′ 1″ N, 71° 3′ 28″ W                                                     | North End                        |                                                                                               |
| 91    | Ohabei Shalom Cemetery                                                  | Ohabei Shalom Cemetery                                                  | 19. Aug. 2008 ID-Nr. 08000795                    | 147 Wordsworth St. 42° 22′ 58,7″ N, 71° 0′ 52,1″ W                                                | East Boston                      |                                                                                               |
| 92    | Old City Hall                                                           | weitere Bilder                                                          | 30. Dez. 1970 ID-Nr. 70000687                    | School und Providence Sts. 42° 21′ 29″ N, 71° 3′ 35″ W                                            | Boston                           |                                                                                               |
| 93    | Old Corner Bookstore                                                    | Old Corner Bookstore                                                    | 11. Apr. 1973 ID-Nr. 73000322                    | 42° 21′ 27″ N, 71° 3′ 32″ W                                                                       | Boston                           |                                                                                               |
| 94    | Old North Church                                                        | weitere Bilder                                                          | 15. Okt. 1966 ID-Nr. 66000776                    | 193 Salem St. 42° 21′ 58″ N, 71° 3′ 18″ W                                                         | North End                        |                                                                                               |
| 95    | Old South Church in Boston                                              | weitere Bilder                                                          | 30. Dez. 1970 ID-Nr. 70000690                    | 645 Boylston St. 42° 21′ 1″ N, 71° 4′ 43″ W                                                       | Back Bay                         |                                                                                               |
| 96    | Old South Meeting House                                                 | weitere Bilder                                                          | 15. Okt. 1966 ID-Nr. 66000778                    | Milk und Washington Sts. 42° 21′ 25″ N, 71° 3′ 31″ W                                              | Boston                           |                                                                                               |
| 97    | Old State House                                                         | weitere Bilder                                                          | 15. Okt. 1966 ID-Nr. 66000779                    | Washington und State Sts. 42° 21′ 32″ N, 71° 3′ 28″ W                                             | Boston                           |                                                                                               |
| 98    | Old West Church                                                         | weitere Bilder                                                          | 30. Dez. 1970 ID-Nr. 70000691                    | 131 Cambridge St. 42° 21′ 41″ N, 71° 3′ 55″ W                                                     | West End                         |                                                                                               |
| 99    | Olmsted Park System                                                     | Olmsted Park System                                                     | 8. Dez. 1971 ID-Nr. 71000086                     | 42° 20′ 43″ N, 71° 5′ 45″ W                                                                       | Jamaica Plain und Fenway–Kenmore |                                                                                               |
| 100   | First Harrison Gray Otis House                                          | weitere Bilder                                                          | 30. Dez. 1970 ID-Nr. 70000539                    | 141 Cambridge St. 42° 21′ 41″ N, 71° 3′ 57″ W                                                     | West End                         |                                                                                               |
| 101   | Second Harrison Gray Otis House                                         | Second Harrison Gray Otis House                                         | 27. Juli 1973 ID-Nr. 73001955                    | 85 Mt. Vernon St. 42° 21′ 29″ N, 71° 4′ 5″ W                                                      | Beacon Hill                      |                                                                                               |
| 102   | Paine Furniture Building                                                | Paine Furniture Building                                                | 12. Sep. 2002 ID-Nr. 02001039                    | 75-81 Arlington St. 42° 21′ 4″ N, 71° 4′ 17″ W                                                    | Back Bay                         |                                                                                               |
| 103   | Park Street District                                                    | Park Street District                                                    | 1. Mai 1974 ID-Nr. 74000390                      | Tremont, Park und Beacon Sts. 42° 21′ 26″ N, 71° 3′ 44″ W                                         | Beacon Hill                      |                                                                                               |
| 104   | Francis Parkman House                                                   | Francis Parkman House                                                   | 15. Okt. 1966 ID-Nr. 66000782                    | 50 Chestnut St. 42° 21′ 25″ N, 71° 4′ 9″ W                                                        | Beacon Hill                      |                                                                                               |
| 105   | Phipps Street Burying Ground                                            | Phipps Street Burying Ground                                            | 14. Mai 1974 ID-Nr. 74000907                     | Phipps St. 42° 22′ 34″ N, 71° 4′ 13″ W                                                            | Charlestown                      |                                                                                               |
| 106   | Piano Row District                                                      | Piano Row District                                                      | 9. Dez. 1980 ID-Nr. 80000458                     | Boston Common, Park Sq., Boylston Pl. und Tremont St. 42° 21′ 8″ N, 71° 3′ 55″ W                  | Boston                           |                                                                                               |
| 107   | Pierce-Hichborn House                                                   | Pierce-Hichborn House                                                   | 24. Nov. 1968 ID-Nr. 68000042                    | 29 North Sq. 42° 21′ 48″ N, 71° 3′ 16″ W                                                          | North End                        |                                                                                               |
| 108   | Publicity Building                                                      | Publicity Building                                                      | 20. Aug. 2003 ID-Nr. 03000781                    | 40-44 Bromfield St. 42° 21′ 23″ N, 71° 3′ 41″ W                                                   | Boston                           |                                                                                               |
| 109   | Quincy Grammar School                                                   | Quincy Grammar School                                                   | 1. Aug. 2017 ID-Nr. 100001458                    | 88-90 Tyler St. 42° 20′ 56,2″ N, 71° 3′ 43,3″ W                                                   | Boston                           |                                                                                               |
| 110   | Quincy Market                                                           | weitere Bilder                                                          | 13. Nov. 1966 ID-Nr. 66000784                    | S. Market St. 42° 21′ 36″ N, 71° 3′ 18″ W                                                         | Boston                           |                                                                                               |
| 111   | Paul Revere House                                                       | weitere Bilder                                                          | 15. Okt. 1966 ID-Nr. 66000785                    | 19 North Sq. 42° 21′ 49″ N, 71° 3′ 16″ W                                                          | North End                        |                                                                                               |
| 112   | Richardson Block                                                        | Richardson Block                                                        | 9. Aug. 1986 ID-Nr. 86001504                     | 113-151 Pearl und 109-119 High Sts. 42° 21′ 18″ N, 71° 3′ 17″ W                                   | Boston                           |                                                                                               |
| 113   | ROSEWAY                                                                 | weitere Bilder                                                          | 25. Sep. 1997 ID-Nr. 97001278                    | Boston Harbor 42° 21′ 17,6″ N, 71° 2′ 37,7″ W                                                     | Boston Harbor                    |                                                                                               |
| 114   | Roughan Hall                                                            | Roughan Hall                                                            | 15. Apr. 1982 ID-Nr. 82004448                    | 15-18 City Sq. 42° 22′ 20″ N, 71° 3′ 44″ W                                                        | Charlestown                      |                                                                                               |
| 115   | Russia Wharf Buildings                                                  | Russia Wharf Buildings                                                  | 2. Dez. 1980 ID-Nr. 80000463                     | 518-540 Atlantic Ave., 270 Congress St. und 276-290 Congress St. 42° 21′ 12″ N, 71° 3′ 11″ W      | Boston                           |                                                                                               |
| 116   | St. Paul’s Church                                                       | weitere Bilder                                                          | 30. Dez. 1970 ID-Nr. 70000730                    | 136 Tremont St. 42° 21′ 21″ N, 71° 3′ 46″ W                                                       | Boston                           |                                                                                               |
| 117   | St. Stephen’s Church                                                    | St. Stephen’s Church                                                    | 14. Apr. 1975 ID-Nr. 75000300                    | Hanover St. 42° 21′ 56″ N, 71° 3′ 10″ W                                                           | North End                        |                                                                                               |
| 118   | Sears’ Crescent and Sears’ Block                                        | Sears’ Crescent and Sears’ Block                                        | 9. Aug. 1986 ID-Nr. 86001486                     | 38-68 und 70-72 Cornhill 42° 21′ 34″ N, 71° 3′ 34″ W                                              | Boston                           |                                                                                               |
| 119   | David Sears House                                                       |                                                                         | 30. Dez. 1970 ID-Nr. 70000731                    | 42 Beacon St. 42° 21′ 25″ N, 71° 4′ 3″ W                                                          | Beacon Hill                      |                                                                                               |
| 120   | Second Brazer Building                                                  | Second Brazer Building                                                  | 24. Juli 1986 ID-Nr. 86001913                    | 25-29 State St. 42° 21′ 30″ N, 71° 3′ 28″ W                                                       | Boston                           |                                                                                               |
| 121   | Sam S. Shubert Theatre                                                  | Sam S. Shubert Theatre                                                  | 9. Dez. 1980 ID-Nr. 80000444                     | 263-265 Tremont St. 42° 21′ 0″ N, 71° 3′ 58″ W                                                    | Boston                           |                                                                                               |
| 122   | South Station Headhouse                                                 | South Station Headhouse                                                 | 13. Feb. 1975 ID-Nr. 75000299                    | Atlantic Ave. und Summer St. 42° 21′ 7″ N, 71° 3′ 21″ W                                           | Boston                           |                                                                                               |
| 123   | R.H. Stearns House                                                      | R.H. Stearns House                                                      | 16. Juni 1980 ID-Nr. 80000671                    | 140 Tremont St. 42° 21′ 20″ N, 71° 3′ 47″ W                                                       | Boston                           |                                                                                               |
| 124   | Suffolk County Jail                                                     | Suffolk County Jail                                                     | 23. Apr. 1980 ID-Nr. 80000670                    | 215 Charles St. 42° 21′ 43″ N, 71° 4′ 13″ W                                                       | West End                         |                                                                                               |
| 125   | Charles Sumner House                                                    | weitere Bilder                                                          | 7. Nov. 1973 ID-Nr. 73001953                     | 20 Hancock St. 42° 21′ 36″ N, 71° 3′ 56″ W                                                        | Beacon Hill                      |                                                                                               |
| 126   | Temple Place Historic District                                          | Temple Place Historic District                                          | 26. Juli 1988 ID-Nr. 88000427                    | 11-55, 26-58 Temple Pl. 42° 21′ 18″ N, 71° 3′ 40″ W                                               | Boston                           |                                                                                               |
| 127   | Terminal Storage Warehouse District                                     | Terminal Storage Warehouse District                                     | 12. März 2012 ID-Nr. 12000099                    | 267-281 Medford St., 40 & 50 Terminal St. 42° 22′ 51,3″ N, 71° 3′ 42,3″ W                         | Charlestown                      |                                                                                               |
| 128   | Textile District                                                        | Textile District                                                        | 29. Nov. 1990 ID-Nr. 90001757                    | 42° 20′ 52″ N, 71° 3′ 17″ W                                                                       | Boston                           |                                                                                               |
| 129   | Town Hill District                                                      | Town Hill District                                                      | 11. Mai 1973 ID-Nr. 73000850                     | 42° 22′ 21″ N, 71° 3′ 44″ W                                                                       | Charlestown                      |                                                                                               |
| 130   | Tremont Street Subway                                                   | weitere Bilder                                                          | 15. Okt. 1966 ID-Nr. 66000788                    | 42° 21′ 23″ N, 71° 3′ 47″ W                                                                       | Boston                           |                                                                                               |
| 131   | Trinity Church                                                          | weitere Bilder                                                          | 1. Juli 1970 ID-Nr. 70000733                     | Copley Sq. 42° 21′ 7″ N, 71° 4′ 28″ W                                                             | Back Bay                         |                                                                                               |
| 132   | Trinity Neighborhood House                                              | Trinity Neighborhood House                                              | 14. Apr. 1992 ID-Nr. 92000356                    | 406 Meridian St. 42° 22′ 49″ N, 71° 2′ 22,6″ W                                                    | East Boston                      |                                                                                               |
| 133   | Trinity Rectory                                                         | Trinity Rectory                                                         | 23. Feb. 1972 ID-Nr. 72000150                    | Clarendon und Newbury Sts. 42° 21′ 6″ N, 71° 4′ 34″ W                                             | Back Bay                         |                                                                                               |
| 134   | Union Oyster House                                                      | weitere Bilder                                                          | 27. Mai 2003 ID-Nr. 03000645                     | 41-43 Union Street 42° 21′ 46″ N, 71° 3′ 38″ W                                                    | Boston                           |                                                                                               |
| 135   | Union Wharf                                                             | Union Wharf                                                             | 22. Juni 1980 ID-Nr. 80000669                    | 295-353 Commercial St. 42° 21′ 56″ N, 71° 3′ 3″ W                                                 | North End                        |                                                                                               |
| 136   | United Shoe Machinery Corporation Building                              | United Shoe Machinery Corporation Building                              | 19. Aug. 1980 ID-Nr. 80000668                    | 138-164 Federal St. 42° 21′ 14″ N, 71° 3′ 23″ W                                                   | Boston                           |                                                                                               |
| 137   | United States Post Office, Courthouse, and Federal Building             | United States Post Office, Courthouse, and Federal Building             | 8. Apr. 2011 ID-Nr. 11000160                     | 5 Post Office Square 42° 21′ 26″ N, 71° 3′ 25″ W                                                  | Boston                           |                                                                                               |
| 138   | USS Cassin Young                                                        | weitere Bilder                                                          | 14. Jan. 1986 ID-Nr. 86000084                    | Charlestown Navy Yard 42° 22′ 17″ N, 71° 3′ 18″ W                                                 | Charlestown                      |                                                                                               |
| 139   | USS Constitution                                                        | weitere Bilder                                                          | 15. Okt. 1966 ID-Nr. 66000789                    | Boston Naval Shipyard 42° 22′ 21″ N, 71° 3′ 25″ W                                                 | Charlestown                      |                                                                                               |
| 140   | Vermont Building                                                        | Vermont Building                                                        | 13. Nov. 1984 ID-Nr. 84000421                    | 6-12 Thacher St. 42° 21′ 56″ N, 71° 3′ 28″ W                                                      | North End                        |                                                                                               |
| 141   | Washington Street Theatre District                                      | Washington Street Theatre District                                      | 19. März 1979 ID-Nr. 79000370                    | 511-559 Washington St. 42° 21′ 14″ N, 71° 3′ 46″ W                                                | Boston                           |                                                                                               |
| 142   | West Street District                                                    | West Street District                                                    | 9. Dez. 1980 ID-Nr. 80000455                     | West St. 42° 21′ 18″ N, 71° 3′ 49″ W                                                              | Boston                           |                                                                                               |
| 143   | Wigglesworth Building                                                   | Wigglesworth Building                                                   | 21. Okt. 1982 ID-Nr. 82000486                    | 89-83 Franklin St. 42° 21′ 18″ N, 71° 3′ 29″ W                                                    | Boston                           |                                                                                               |
| 144   | Wilbur Theatre                                                          | Wilbur Theatre                                                          | 9. Dez. 1980 ID-Nr. 80000443                     | 244-250 Tremont St. 42° 21′ 2″ N, 71° 3′ 56″ W                                                    | Boston                           |                                                                                               |
| 145   | Winthrop Building                                                       | Winthrop Building                                                       | 18. Apr. 1974 ID-Nr. 74000392                    | 7 Water St. 42° 21′ 27″ N, 71° 3′ 29″ W                                                           | Boston                           |                                                                                               |
| 146   | Jacob Wirth Buildings                                                   | Jacob Wirth Buildings                                                   | 9. Dez. 1980 ID-Nr. 80000442                     | 31-39 Stuart St. 42° 21′ 4″ N, 71° 3′ 52″ W                                                       | Boston                           |                                                                                               |
| 147   | Youth’s Companion Building                                              | Youth’s Companion Building                                              | 2. Mai 1974 ID-Nr. 74000393                      | 209 Columbus Ave. 42° 20′ 54″ N, 71° 4′ 22″ W                                                     | Back Bay                         |                                                                                               |
| 148   | YWCA Boston                                                             | YWCA Boston                                                             | 3. März 2004 ID-Nr. 04000119                     | 140 Clarendon St. 42° 21′ 1″ N, 71° 4′ 33″ W                                                      | Back Bay                         |                                                                                               |